# El Chaparro
El Chaparro es un localidad venezolana ubicada al oeste del estado Anzoátegui en el oriente del país, es capital del Municipio Sir Arthur McGregor, al igual que la parroquia El Chaparro. Se emplaza en los llanos venezolanos a una altitud de 97 m s. n. m., tiene una población de 12 605 habitantes (2010).

## Toponimia
La población de El Chaparro adquiere este nombre debido a la abundancia de esta planta Quercus coccifera denominada chaparro. Es un árbol pequeño o un arbusto grande, con hojas muy ásperas y gruesas, crece en las sabanas de toda Sudamérica. El nombre chaparro viene de "pequeño", pues éste es un árbol de poca altura.
Proviene de la familia Fagaceae, teniendo su origen en la Región Mediterránea, principalmente en su parte occidental. Es un arbusto perennifolio de 0,5 m a 3 m de altura, siendo de amplia distribución, impenetrable debido a su textura robusta y a sus numerosas espinas, semejante al Acebo. Si no se interrumpe su crecimiento, puede crecer y convertirse en un árbol aunque ejemplares de este tipo raramente son vistos en la Naturaleza. Posee hojas de 1,5 cm-4 cm, duras, rígidas, verde oscuras y brillantes, algo espinosas en el borde. Las nuevas hojas aparecen junto con los amentos, en primavera, bronceadas y pilosas.
Sus flores femeninas son solitarias envueltas un involucro acrescente (cúpula), en cambio las flores masculinas están en amentos ramificados. Su fruto es una bellota con la cúpula espinosa cubriendo la mitad del fruto, las bellotas se han usado para alimentar al ganado, aunque su sabor es muy amargo. Maduran al segundo año entre las hojas más viejas. Son de corteza rica en taninos, usada en las tenerías y para teñir lanas de negro.
La madera de escaso valor, salvo para combustible y carbón. Antiguamente tuvo importancia el uso de las agallas provocadas en las hojas por el hemíptero Coccus ilicis, obteniendo un colorante rojo.
Esta especie puede crecer tanto en un clima templado como en un cálido, igualmente en América crece en clima seco y semiárido. Es capaz de soportar temperaturas altas. Indiferente en cuanto al suelo, pudiendo vivir en suelos secos y pedregosos, parece tener preferencia por los calizos, aunque aguanta los suelos silíceos.
Lugareños cuentan la historia de que la primera casa en el territorio era la del español Joaquin Chaparro, quien había construido una ermita donde hoy se encuentra la iglesia, cuando desde la parroquia de Barcelona se trasladaban al territorio para servicios eclesiásticos de bautizos, matrimonios y funerales, los lugareños se trasladaban hacia la ermita para recibirlos, en el camino al preguntarles hacia donde se dirigían ellos decían para donde Chaparro.

## Geografía
Se localiza en el este de Venezuela en los llanos orientales de la Región Nororiental es parte de la depresión de la Cuenca del Unare.

## Economía
Su economía se basa en la agricultura y ganadería (extensiva), principalmente maíz, sorgo y fríjol; así como una intensa producción de quesos en cientos de pequeñas unidades productivas en todo el territorio.

## Política y gobierno

### Poder Ejecutivo
Es aquel ejercido por el mandatario escogido por sufragio directo, en conjunto del despacho municipal por un lapso de cuatro (4) años. Actualmente es ejercido por Lisandro Marcano del partido PSUV para el período 2017-2021.
| Período     | Alcalde                           | Partido Político | % de votos | Notas |
| ----------- | --------------------------------- | ---------------- | ---------- | --- |
| 1996 - 2000 | Odocar Ramos Campos               | AD               | -          | Primer alcalde bajo elecciones directas (En toda Venezuela se realizaron elecciones generales adelantadas en el 2000 por la aprobación de la Constitución de 1999 ) |
| 2000 - 2004 | Odocar Ramos Campos               | AD               | 51,02      | Reelecto |
| 2004 - 2008 | María Augustina Rondón de Salazar | MVR, UPV         | 51,43      | Tercer alcalde bajo elecciones directas |
| 2008 - 2013 | María Augustina Rondón de Salazar | PSUV             | 65,93      | Reelecta (Se postergan 1 año las elecciones municipales pautadas para diciembre de 2012)                                                                            |
| 2014 - 2017 | Emilio Ruiz                       | PSUV             | 39,73      | Cuarto alcalde bajo elecciones directas |
| 2017-2021   | Lisandro Marcano                  | PSUV             | 65,13      | Quinto Alcalde |
| 2021-2025   | Lisandro Marcano                  | PSUV             | 53,79      | Quinto Alcalde |

### Poder Legislativo
Es ejercido por el Consejo Municipal y las Juntas Parroquiales, mediante los concejales municipales y concejales parroquiales respectivamente de dicho municipio, por un periodo de cuatro años (4) años.

#### Concejo Municipal
Es la entidad legislativa de los municipios autónomos, se encargan de emitir acuerdos obligatorios en su jurisdicción, que se llaman Ordenanzas. Regulan y controlan las actividades de los otros entes municipales. Nombra al Contralor Municipal. Los integrantes del Concejo Municipal se llaman Concejales y cuando están reunidos en sesiones válidas se denomina Cámara Municipal. Son cargos de elección popular, directa y secreta y duran cuatro (4) años en sus funciones, pudiendo ser reelegidos.
Base constitucional
La Constitución venezolana de 1999 establece en su artículo 175 que la función legislativa en los municipios corresponde al Concejo Municipal:

Artículo 175. La función legislativa del Municipio corresponde al Concejo, integrado por concejales elegidos o concejalas elegidas en la forma establecida en esta Constitución, en el número y condiciones de elegibilidad que determine la ley.

Concejales o Concejalas escogidos por voto nominal.
| Período   | Concejal/Concejala   | Partido/Alianza | % de votos | Notas |
| --------- | -------------------- | --------------- | ---------- | --- |
| 2005-2009 | Emilio Ruiz          | MVR, UPV        | 23%        | La Asamblea Nacional aprobó suspender las elecciones para concejales (2009) proponiendo realizarlas para el año 2012. |
| 2005-2009 | Zunilde Torres       | MVR, UPV        | 21%        | La Asamblea Nacional aprobó suspender las elecciones para concejales (2009) proponiendo realizarlas para el año 2012. |
| 2005-2009 | María Olegaria Pérez | MVR, UPV        | 20%        | La Asamblea Nacional aprobó suspender las elecciones para concejales (2009) proponiendo realizarlas para el año 2012. |

Concejales o Concejalas escogidos por el método de listas.
| Período   | Partido | % de votos | N.º de Concejales | Notas |
| --------- | ------- | ---------- | ----------------- | --- |
| 2005-2009 | MVR     | 66%        | 3                 | La Asamblea Nacional aprobó suspender las elecciones para concejales (2009) proponiendo realizarlas para el año 2012. |

#### Juntas Parroquiales
Es el poder ejercido por los concejales o concejalas de las Juntas Parroquiales elegidos por sufragio por un lapso de cuatro (4) años. Dentro de cada parroquia de un mismo municipio, cada ciudadano con derecho a voto puede elegir a sus concejales.
Sin embargo estas han sido eliminadas debido a la reforma de la Ley Orgánica del Poder Público Municipal, aprobada por la anterior Asamblea Nacional y publicada en la Gaceta Oficial extraordinaria N° 6.015 del 28 de diciembre de 2010, establece el cese de funciones de las 3.207 juntas parroquiales electas el 7 de agosto de 2005, dejando sin trabajo a sus 12.828 integrantes.

### Poder Judicial
Es uno de los tres (3) poderes que rige en un municipio, es ejercido por la Contraloría Municipal que se encarga de fiscalizar la gestión económica del alcalde y los demás entes municipales.